# Bryophaenocladius brincki
Bryophaenocladius brincki är en tvåvingeart som först beskrevs av Freeman 1956.  Bryophaenocladius brincki ingår i släktet Bryophaenocladius och familjen fjädermyggor. Inga underarter finns listade i Catalogue of Life.